# Víctor Hernández (lottatore)
Víctor Luna Hernández Eduardo (6 settembre 1995) è un lottatore messicano, specializzato nella lotta libera. vincitore di un argento ed un bronzo ai campionati panamericani.

## Palmarès
| Anno | Manifestazione          | Sede                | Evento | Risultato | Note |
| ---- | ----------------------- | ------------------- | ------ | --------- | ---- |
| 2015 | Mondiali                | Las Vegas           | 70 kg  | 25º       |      |
| 2018 | Campionati panamericani | Lima                | 74 kg  | 12º       |      |
| 2019 | Campionati panamericani | Buenos Aires        | 74 kg  | 12º       |      |
| 2019 | Mondiali                | Nur-Sultan          | 74 kg  | 38º       |      |
| 2020 | Campionati panamericani | Ottawa              | 79 kg  | Bronzo    |      |
| 2021 | Campionati panamericani | Città del Guatemala | 74 kg  | Argento   |      |
| 2021 | Mondiali                | Oslo                | 74 kg  | 16º       |      |